# Жак Шарл
Жак Александър Сезар Шарл (на френски: Jacques Alexandre César Charles) е френски изобретател и физик. Шарл и братята Робер пускат първия в света непилотиран балон с водород през август 1783 г., а през декември същата година Шарл и Никола-Луи Робер се изкачват до височина 550 m с балон. Поради използването на водород за издигане при този тип балони, балоните с водород започват да се наричат „Шарлиери“ (за разлика от „Монголфиерите“, които използват горещ въздух).
Законът на Шарл, описващ разширението на газовете при нагряване, е формулиран от Луи Жозеф Гей-Люсак през 1802 г., но той го приписва на непубликуван труд на Жак Шарл. Шарл е приет във Френската академия на науките през 1795 г. и впоследствие става професор по физика.

## Биография
Шарл е роден в Божанси през 1746 г. Жени се за Жули Франсоаз дез Ерет (1784 – 1817), креолка, която е 37 години по-млада от него. Съществуват твърдения, че Алфонс дьо Ламартин също се е влюбил в нея и че тя е прототипът на Елвира в „Езерото“ (Le Lac), което описва в ретроспекция пламенната любов на двойка от гледна точка на пострадалия мъж. Шарл е надживява и умира в Париж на 7 април 1823 г.

## Научна кариера
Шарл зачева идеята, че водородът ще е подходящ като повдигащ агент за балони, след като изучава работата на Робърт Бойл „Закон на Бойл“, която е публикувана 100 години по-рано, през 1662 г. Той проектира летателното си устройство, след което работи с братята Робер (Ан-Жан и Никола-Луи), за да го построи в тяхната работилница в Париж. На 27 август 1783 г. Жак Шарл и братята Робер пускат в полет първия балон с водород на света от Марсовото поле (от където Бенджамин Франклин наблюдава). Балонът е относително малък (35 m3) и способен да вдигне не повече от 9 kg. Водородът в балона е набавен чрез изливането на почти четвърт тон сярна киселина върху половин тон желязо. Газът е вкарван в балона чрез оловни тръби, но тъй като не е обработван с хладна вода, това значително затруднява запълването на балона изцяло (при охлаждането на газа в балона, той се свива).
Балонът лети в северна посока в продължение на 45 минути, следван от хора нa коне, и се приземява на 21 километра в село Гонес, където ужасените местни селяни го разрушават с вили и ножове.
Към 13:45 часа на 1 декември 1783 г. Жак Шарл и братята Робер пускат пилотиран балон от Тюйлери в Париж. Жак Шарл е придружаван от Никола-Луи Робер като пилот на балон с обем 380 m3. Използва се баласт от пясък за контролиране на височината. Издигат се до височина 550 m и се приземяват по залез в Нел ла Вале след полет, продължил 2 часа и 5 минути, изминавайки 36 km. Ездачите, които ги следват, дърпат балона към земята, докато каца. Тогава Жак Шарл решава отново да полети, но този път сам, тъй като балонът вече е изгубил известно количество от водорода си. Този път той се издига бързо до височина 3000 m, при което отново вижда Слънцето. В този момент получава силна болка в ушите и започва да изпуска газ от балона, за да кацне меко. Повече не лети.
Докладвано е, че около 400 000 зрители са присъствали на пускането на балона. Събитието се провежда десет дни след първият пилотиран полет с балон на Жан-Франсоа Пилатър дьо Розие, който използва балон с горещ въздух.
Следващият проект на Жак Шарл и братята Робер е да построят издължено, управляемо въздухоплавателно средство. Шарл не лети повече, но на 15 юли 1784 г. братята летят в продължение на 45 минути от Сен Клу до Мьодон заедно с Луи-Филип II Орлеански. Липсата на клапан за изпускане на газ принуждава херцогът на разсече балонета, за да не се спука, когато достигат височина 4500 m.
Шарл разработва няколко полезни изобретения, сред които клапан за изпускане на водород от балона и други устройства като ареометър и отразяващ гониометър. Освен това той потвърждава електрически експерименти за Бенджамин Франклин.
Законът на Шарл, описващ разширението на газовете при нагряване, е публикуван за пръв път от натурфилософа Луи Жозеф Гей-Люсак през 1802 г., но той приписва откритието на непубликуван труд на Жак Шарл, поради което го кръщава в негова чест. Около 1787 г. Шарл провежда опит, в който напълва 5 балона с еднакъв обем с различни газове. След това той повишава температурата на балоните до 80 °C и забелязва, че обемът им нараства еднакво. Експериментът се споменава от Гей-Люсак през 1802 г., когато публикува труд, описващ точната връзка между обема и температурата на газа. Законът на Шарл гласи, че при постоянно налягане, обемът на идеален газ е пропорционален на абсолютната му температура. Изведената формула от това заключение е V1/T1 = V2/T2.
През 1795 г. Жак Шарл е избран за член на Френската академия на науките и впоследствие става професор по физика към Консерваторията на изкуствата и занаятите.